# 南宮御旅神社
南宮御旅神社（なんぐうおたびじんじゃ）は、岐阜県不破郡垂井町に鎮座する神社。かつての美濃国総社と伝えられている。
かつての美濃国国府が存在した地といわれている。国府之宮とも呼ばれていたという。
一説では、南宮大社は現在地に移転するさい、古宮の南の宮ということから、「南宮」と名づけられたという。このときの古宮が南宮御旅神社のことという。
現在は、南宮大社の摂社である。南宮大社の神輿は、相川を禊ぎ川渡りしてこの宮に到る。

## 祭神
- 金山姫命（金山姫神。金山彦命姉神または御后神とされる）
- 豊玉姫命
- 埴山姫命

## 沿革
創建時期は不詳。かつての南宮大社とすると、神武天皇の時代に創建となるが、実際には美濃国国府が築かれた以降と推測される。
時期は不明であるが、南宮大社の神輿は、相川を禊ぎ川渡りしてこの宮に到るという儀式が行なわれるようになる。このことから、南宮大社の神輿のお旅所として南宮御旅神社と改称したという。
1600年（慶長5年）、関ヶ原の戦いで焼失するが、1642年（寛永19年）徳川家光が再建する。

## 所在地
- 岐阜県不破郡垂井町府中2506

## 交通
- JR東海道本線 垂井駅より北西約1.5km。
- 国道21号御所野交差点を北約1km。

## その他
境内には白鬚神社が遷座されている。社殿に向かって右手側が「南宮御旅神社」である。